# 武爾登
武爾登是荷蘭的城市和市镇，位於該國中部，距離首府烏德勒支12公里，由烏德勒支省負責管轄，面積92.89平方公里，2012年人口50,084，人口密度為每平方公里560人。

## 外部連結
- Official website （页面存档备份，存于）
- Map
- Companies in Woerden （页面存档备份，存于） （荷兰文）
- Jona Lendering: Laurium (Woerden) （页面存档备份，存于） Roman Woerden